# Gare de Savigny-sur-Orge
Pour les articles homonymes, voir Gare de Savigny.
La gare de Savigny-sur-Orge est une gare ferroviaire française des lignes de Paris-Austerlitz à Bordeaux-Saint-Jean et de la Grande Ceinture. Elle est située sur le territoire de la commune de Savigny-sur-Orge, dans le département de l'Essonne en région Île-de-France. Elle dispose de deux accès, par la place de la Gare à l'ouest des voies et par la place Davout à l'est.
Elle est mise en service en 1844 par la Compagnie du chemin de fer de Paris à Orléans (PO).
C'est une gare de la Société nationale des chemins de fer français (SNCF) desservie par des trains de la ligne C du Réseau express régional d'Île-de-France (RER).

## Situation ferroviaire
Établie à 46 mètres d’altitude, la gare de bifurcation de Savigny-sur-Orge est située au point kilométrique (PK) 21,793 de la ligne de Paris-Austerlitz à Bordeaux-Saint-Jean, entre les gares de Juvisy et d'Épinay-sur-Orge, ainsi qu'au PK 94,665 de la ligne de la grande ceinture de Paris, entre les gares de Juvisy et de Petit Vaux.
Dans la traversée de la gare, la ligne comportant quatre voies, les deux voies latérales disposent de quais pour la desserte et les deux voies centrales sont réservées aux trains sans arrêt.

## Histoire

### Première gare
Le 5 mai 1843, la Compagnie du chemin de fer de Paris à Orléans (PO), ouvre à l'exploitation les 102 kilomètres de Juvisy à Orléans de sa ligne de Paris à Orléans qui traversent le territoire de la commune. Il n'y a alors pas de station à Savigny, la compagnie n'ayant pas jugée utile d'en établir une.

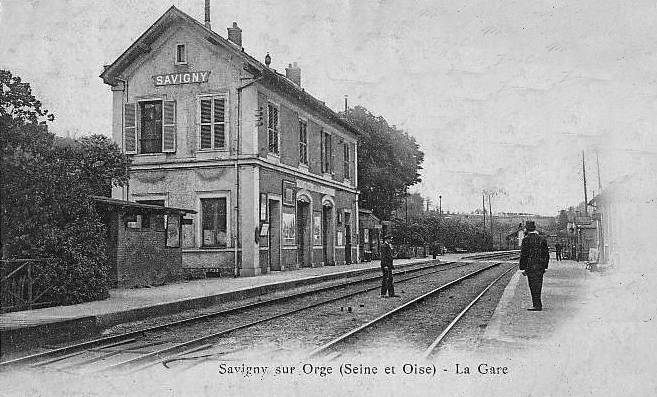
Premier bâtiment en dur de la gare de Savigny (vers 1900).

La municipalité, en conflit avec la compagnie sur de nombreux points concernant les nuisances apportés par les travaux de construction de la ligne, est soutenue par la propriétaire du château de la commune, la veuve du maréchal Davout, qui va user de ses relations et proposer la surface de terrain nécessaire pour obtenir la desserte de la commune. La demande est acceptée par la compagnie qui ouvre une station provisoire le 5 mai 1844. Cela permet la desserte par deux trains, un le matin et un le soir.
En 1844, la station est suffisamment fréquentée pour que la municipalité demande le déplacement du bureau de poste et l'ouverture d'un service des dépêches par la compagnie, qui a augmenté sa desserte d'un arrêt supplémentaire. La fréquentation continuant de progresser la compagnie en fait une station définitive le 1er janvier 1847. Cette décision permet la construction d'un bâtiment voyageurs en dur.
En 1858, la station dessert un village de 939 habitants. Dix ans plus tard, en 1868, le village desservi par la « station de Savigny » compte 1 260 habitants.
Le 1er mai 1883, le trafic de la ligne de Grande Ceinture ouvre aux voyageurs sur la section de Versailles-Chantiers à Savigny-sur-Orge. En 1888, Savigny devient également une gare de marchandises équipée de nouvelles installations. La ligne à deux voies étant saturée, son doublement à quatre voies est mis à l'étude en 1900.

### Deuxième gare
Les travaux pour le doublement des voies de la ligne débutent en 1903 sur le territoire de la commune. Cet élargissement de l'emprise ferroviaire nécessite d'importants chantiers : suppression du passage à niveau de la rue de la Gare remplacé par un tunnel sous les voies et démolition de l'ancien bâtiment.

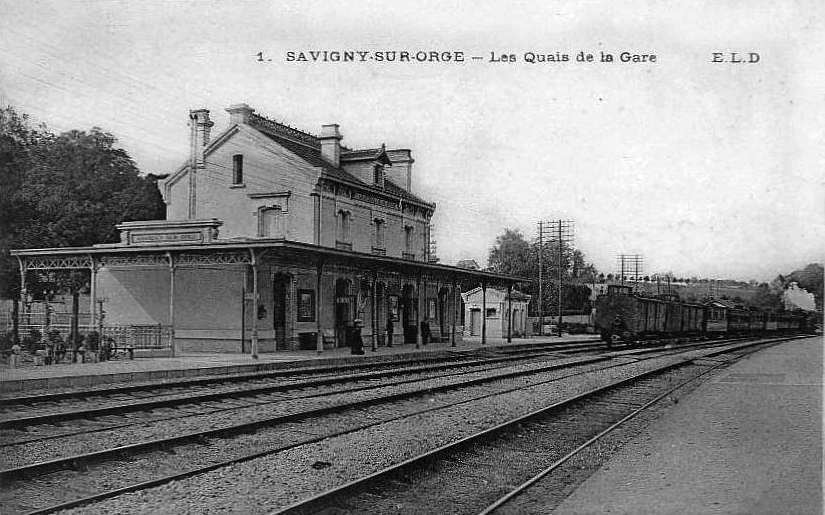
Vers 1910, la nouvelle gare mise en service en 1904 et le doublement des voies ouvert en 1908.

Cette même année la compagnie mandate l'entreprise Louis-Cordier pour réaliser le gros œuvre en béton armé d'un bâtiment dans le style des autres édifices de la ligne, avec un corps central, à trois ouvertures et un étage, encadré par deux petites ailes, dans son prolongement, avec uniquement un rez-de-chaussée et un toit-terrasse. Il comporte un élément type de ces édifices, une frise en mosaïque ; située sous les toitures, elle ceinture l'ensemble du bâtiment avec l'inscription « Chemin de fer d'Orléans » en façade. Il est ouvert en 1904 et le doublement des voies est mis en service en 1908 entre Juvisy et Brétigny, en prolongement de ce qui a été fait entre Paris et Juvisy en 1904.
Le 23 mai 1919, la gare est fréquentée par de nombreux voyageurs qui viennent de Paris pour assister à l'inauguration de l'aérodrome de Port-Aviation. Jusqu'à sa fermeture, en 1919, les meetings vont régulièrement attirer une foule qui ne peut venir qu'en train par les gares de Savigny et de Juvisy,.

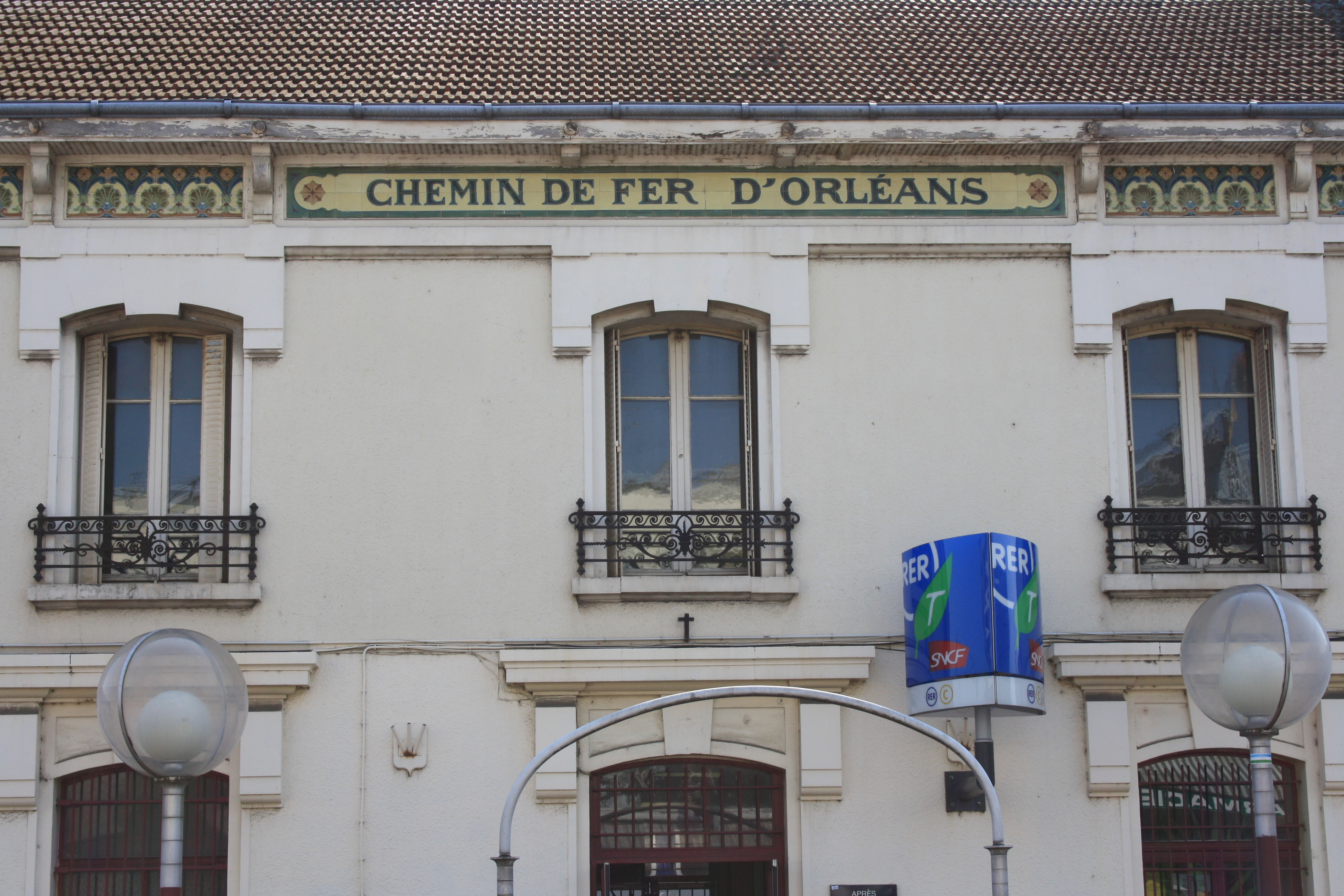
Détail façade et inscription en mosaïque.

La fréquentation de la gare ne va pas fléchir car à partir de 1930 de nombreux ouvriers parisiens vont venir habiter les petites maisons construites dans les lotissements qui remplacent les bois et les champs. Le village devient au fil du temps une ville de la banlieue parisienne qui voit chaque jour ses habitants, pour une part importante, prendre le train le matin pour rejoindre ses lieux de travail à Paris et revenir le soir à ses logements. La municipalité va très régulièrement être la porte-parole des usagers en intervenant auprès de la Compagnie du PO puis, après 1938, auprès de la Société nationale des chemins de fer français (SNCF) pour des questions d'horaires de trains, d'abonnements et de conditions de transport. En 1952, six trains quotidiens dans chaque sens permettent d'aller à Paris le matin et d'en revenir le soir.
Le 15 mai 1939, le trafic voyageurs prend fin sur la section nord de la Grande ceinture comprise entre Versailles-Chantiers et Juvisy. Par contre, il subsiste sur la section sud, entre Juvisy et Versailles via Massy-Palaiseau. La gare de Savigny-sur-Orge reste donc ouverte aux voyageurs sur la Grande ceinture.
Le parking de la gare est créé en 1963 ; le parking souterrain de 600 places, sur trois étages, est mis en service en 1976 par le Syndicat des transports parisiens. La place de la Gare est réaménagée en 1984.
Dans les années 2000, la desserte de la gare est d'environ un train toutes les 15 minutes avec près de 200 dessertes par jour. En 2011, 12 410 voyageurs ont pris le train dans cette gare chaque jour ouvré de la semaine. En 2012, environ 11 866 montants par jour ont été comptabilisés.
Enfin, selon les estimations de la SNCF, la fréquentation annuelle de la gare est de 6 788 452 voyageurs en 2022.

## Service des voyageurs

### Accueil
Gare SNCF du réseau de trains de banlieue Transilien, elle comprend un bâtiment voyageurs, avec guichet, ouvert tous les jours. Il n'y a pas de vente de billets grandes lignes au guichet le dimanche et les jours fériés. Elle est équipée d'automates pour les achats de titres de transport Transilien et grandes lignes, et d'un système d'information en temps réel sur les horaires des trains. C'est une gare avec quelques aménagements pour les personnes à mobilité réduite, notamment, des boucles magnétiques. Elle dispose également d'un kiosque de presse Relay ouvert seulement le matin, du lundi au samedi.
Un souterrain permet la traversée des voies et le passage d'un quai à l'autre.

### Desserte
Savigny-sur-Orge est desservie par les trains de la ligne C du RER.
Aux heures creuses, les trains sont à destination ou en provenance de Dourdan et Dourdan - La Forêt (d'une part) et de Saint-Martin-d'Étampes (d'autre part), à raison d'un train toutes les 30 minutes par branche. Ces trains permettent un trajet direct vers Paris au-delà de la gare de Juvisy. La gare bénéficie également de la desserte des trains en provenance et en direction de Versailles-Chantiers, également à la même fréquence. Ces trains sont directs vers Paris une fois passé la gare de Choisy-le-Roi.
Aux heures de pointe, depuis le 15 décembre 2019, les trains de et vers Pontoise assurent la desserte à raison d'un train toutes les 15 minutes par mission. Ces trains sont directs vers Paris au-delà de Juvisy. Les trains vers et en provenance de Versailles-Chantiers desservent aussi la gare à la même fréquence. Ces trains ne desservent pas Les Ardoines, ni Ivry-sur-Seine.

### Intermodalité
Un parc pour les vélos et des parkings (gratuit et payant) pour les véhicules y sont aménagés.
La gare est desservie par : 
- les lignes 292, 385 et 492 du réseau de bus RATP ;
- les lignes 4521, 4522, 4583 du réseau de bus Cœur d'Essonne ;
- les lignes 4223 et 4280 du réseau de bus Évry Centre Essonne ;
- et, la nuit, par la ligne N131 du réseau Noctilien.

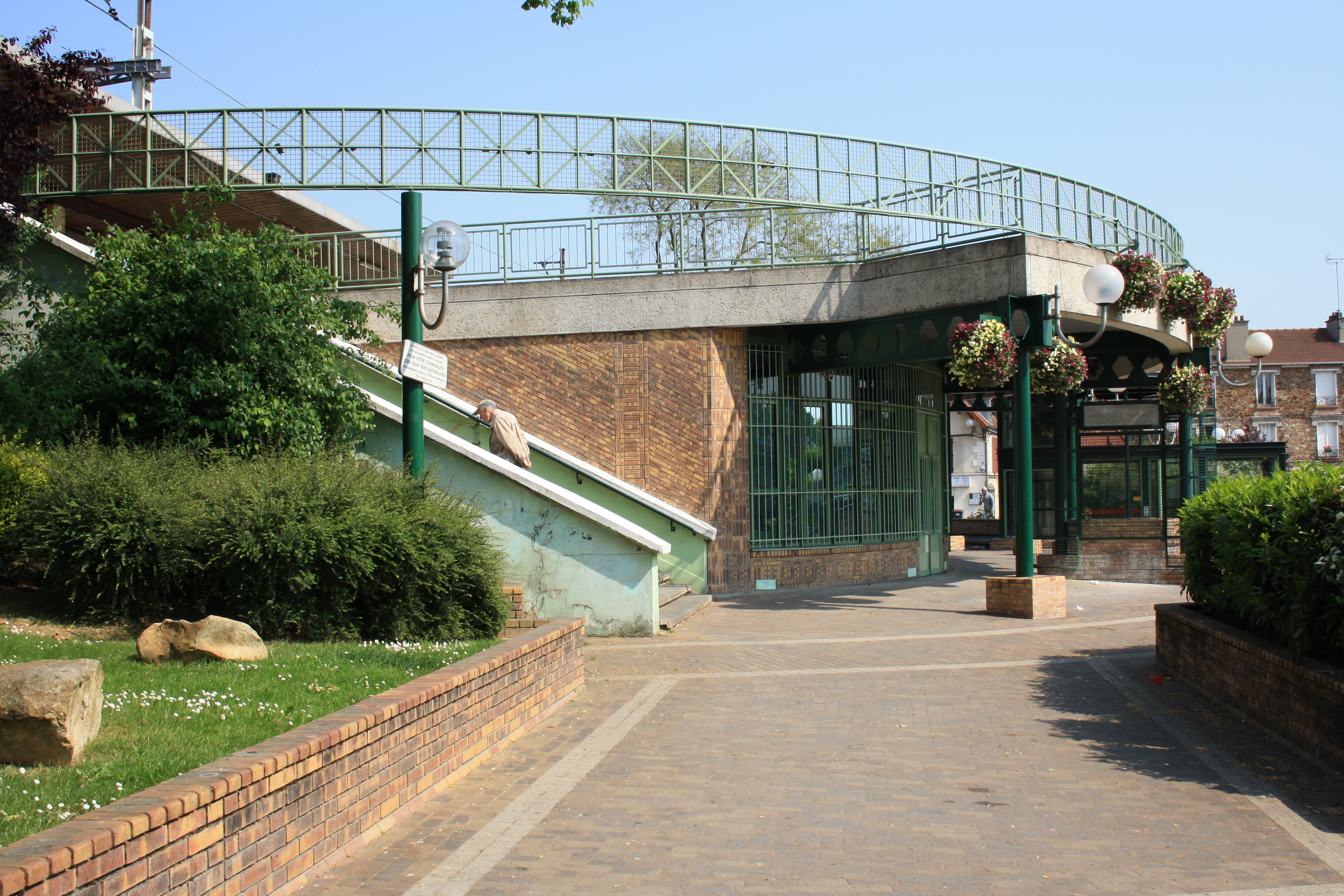
Accès place Davout.
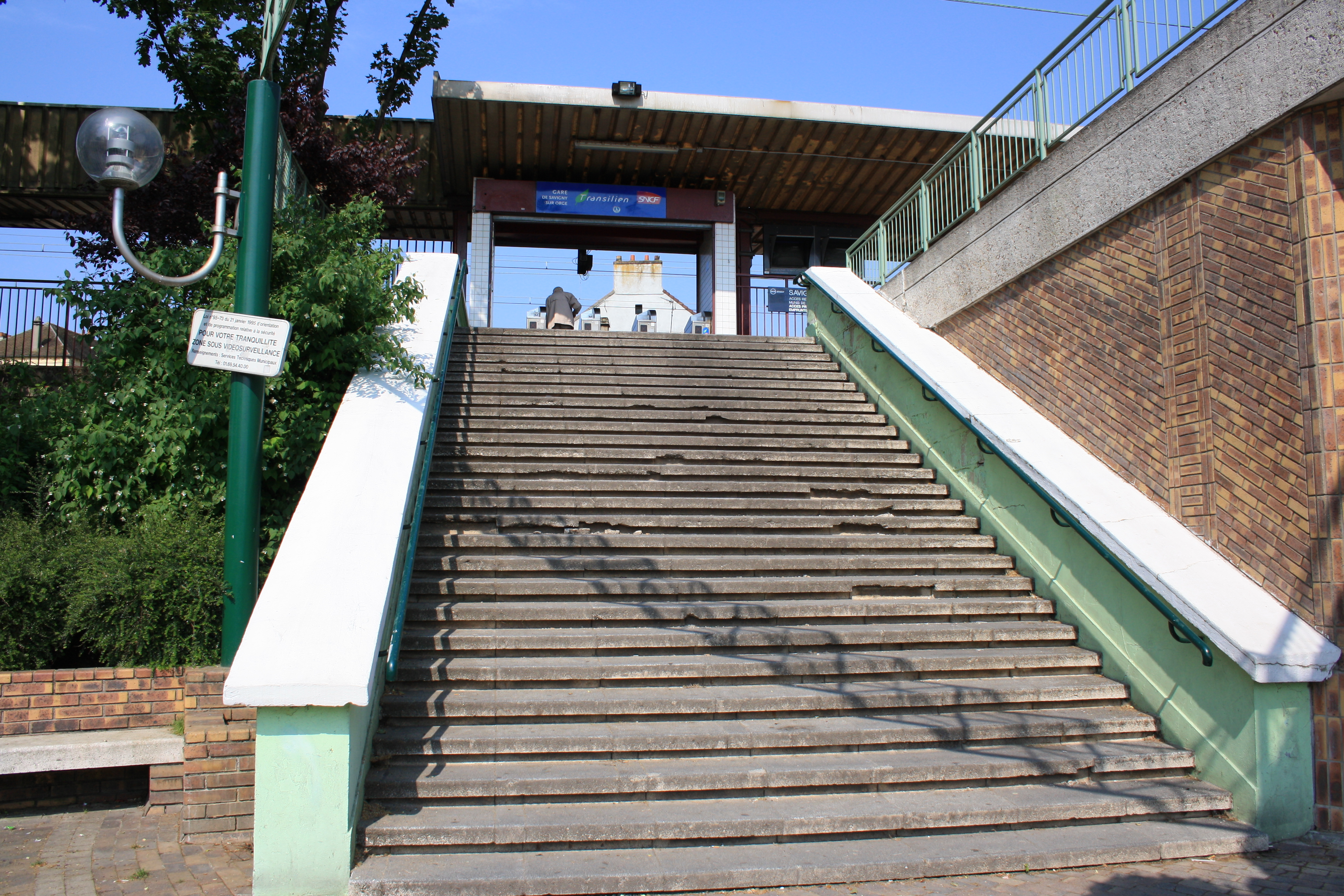
Accès place Davout.
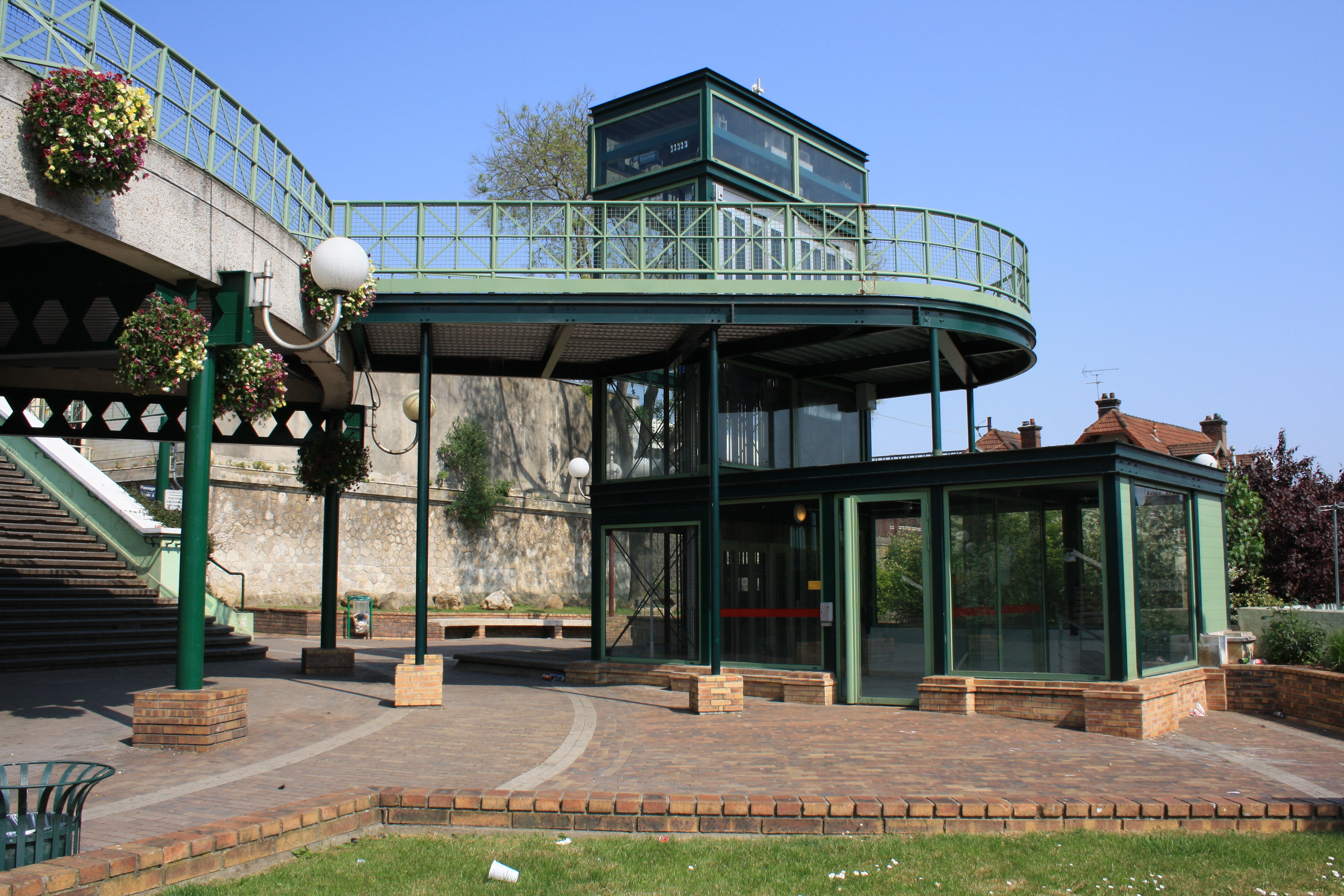
Accès place Davout.

## Patrimoine ferroviaire
Le bâtiment voyageurs en service est celui construit en 1903-1904, avec une frise en mosaïque typique des édifices édifiés par la compagnie du PO lors de la mise à quatre voies de la ligne.